# Kandora
Die Kandora oder auch Dishdasha ist ein traditionelles Männergewand, welches vornehmlich in arabischen Ländern, insbesondere den Vereinigten Arabischen Emiraten und in Oman getragen wird. Es besteht aus einem A-förmig ausgestellten hemdartigen, knöchel- bis bodenlangen Kleid, das über den Körper gestreift wird. Auf der Brust besitzt es eine mehr oder weniger reich verzierte Knopfleiste mit typischen kugelförmigen Stoffknöpfen und eine häufig parfümierte Quaste. Die Dishdasha ist typischerweise kragenlos und ist in den Emiraten zumeist weiß oder pastellfarben, in Oman gerne auch bunt und glänzend. Im Winter werden auch gerne dunkle Farben und schwere Stoffe getragen. 
Vereinzelt anzutreffende Versionen mit Stehkragen sind moderneren Ursprungs. 
Als Unterbekleidung sind neben Unterhemd und Shorts auch noch Wickelröcke (Wouzar ähnlich einem Sarong) gebräuchlich. 
Es unterscheidet sich deutlich von der Saudi-Arabischen Thawb (Thobe), die gerade geschnitten ist und normalerweise keine seitlich eingesetzten Keile besitzt. Die Ägyptische Galabija ist dagegen sehr viel weiter und gleicht vom Schnitt her eher einem auf den Kopf gestellten 'Y'.
Traditionell wird dieses zusammen mit einem weißen Kopftuch (sog. Ghutra) und einem schwarzen Band (sog. Agal) getragen (Emirate) bzw. in Oman mit einem quadratischen, zu einer Art von Turban gewickelten, gemusterten Tuch getragen. 